# شرطي المستقبل: إل أي بي دي
شرطي المستقبل: إل أي بي دي (بالإنجليزية: Future Cop: LAPD)‏ ، هي لعبة إلكترونية من نوع تصويب منظور الشخص الثالث، أنتجها شركة إلكترونيك آرتس عام 1998م.

## قصة اللعبة
تقوم أحداث اللعبة عام 2100م، وذلك بعد انتشار الجريمة، وتحويل العصابات إلى ميليشيات مسلحة والذين باتوا يهددون حكومة ولاية لوس أنجلوس الأمريكية، فيقوم بطل اللعبة حامل الألة لحرب المجرمين والقضاء على رؤوس العصابات الإجرامية.

## طريقة اللعبة
تقوم الألة الأمريكية التابعة لشرطة لوس أنجلوس بمحاربة المجرمين عن طريق إطلاق النار والقاذفات الخفيفة والقاذفة الثقيلة، بحيث يتمكن اللاعب تحديد ضرب الأهداف المعادية عن طريق التصويب وتوضيح الأماكن التي ينتشر فيها المجرمون وتدعم الخارطة لتحديد بحث زعيم العصابة.

## وصلات خارجية
- شرطي المستقبل: إل أي بي دي على موقع IMDb (الإنجليزية)

- شرطي المستقبل: إل أي بي دي على موبي غيمز
- Roger's Future Cop web site
- How to play Future Cop on Windows XP (German)